# Keteleeria
Keteleeria är ett släkte av tallväxter. Keteleeria ingår i familjen tallväxter.
Beroende på art blir dessa träd 30 till 50 meter höga och stammen har i brösthöjd en diameter av 1 till 2,5 meter. Utbredningsområdet ligger i Kina (inklusive Hainan) och norra Vietnam.
Arter enligt Catalogue of Life:
- Keteleeria davidiana
- Keteleeria evelyniana
- Keteleeria fortunei

IUCN listar Keteleeria evelyniana som sårbar (VU), Keteleeria fortunei som nära hotad (NT) och Keteleeria davidiana som livskraftig (LC).

## Bildgalleri

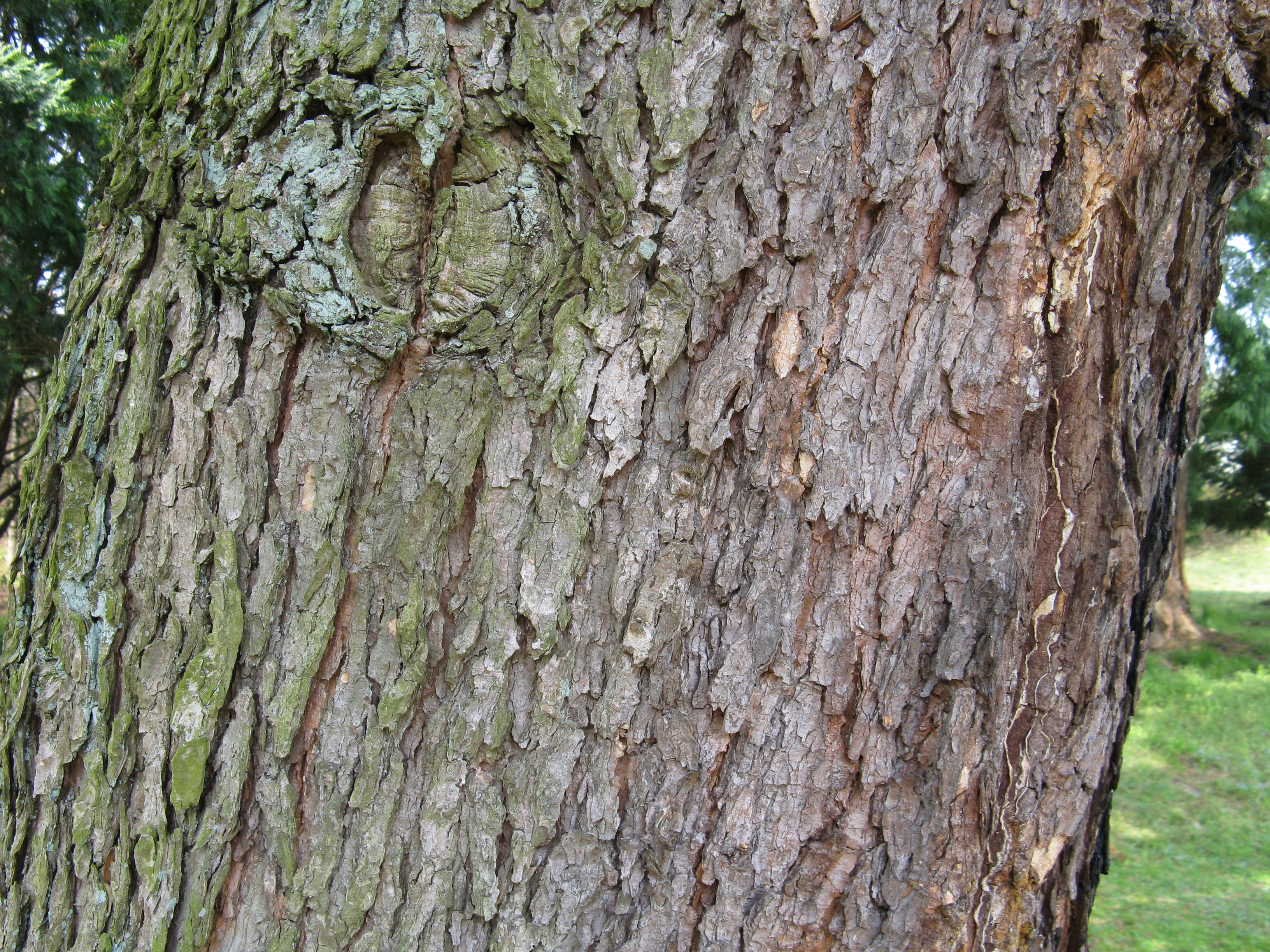
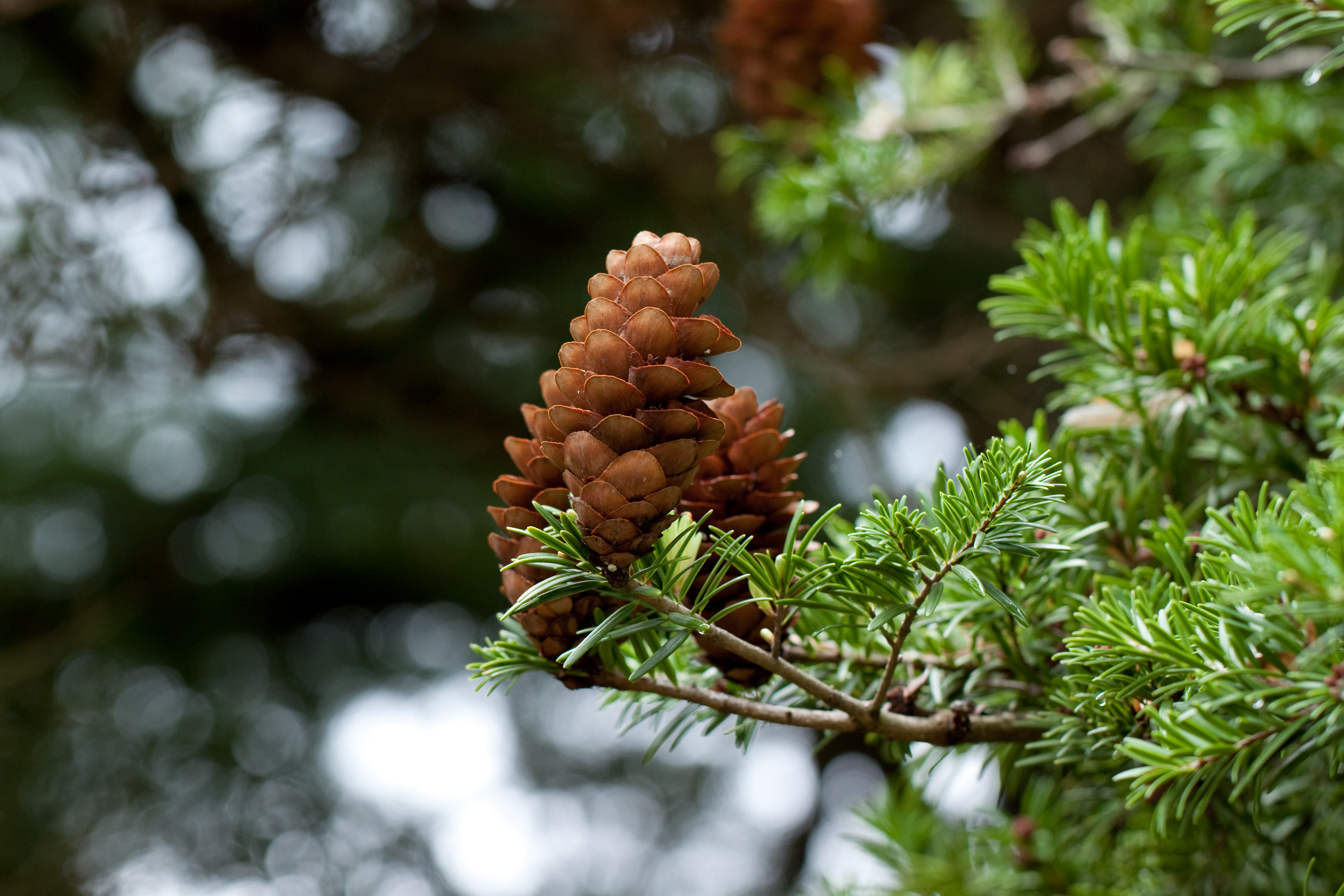
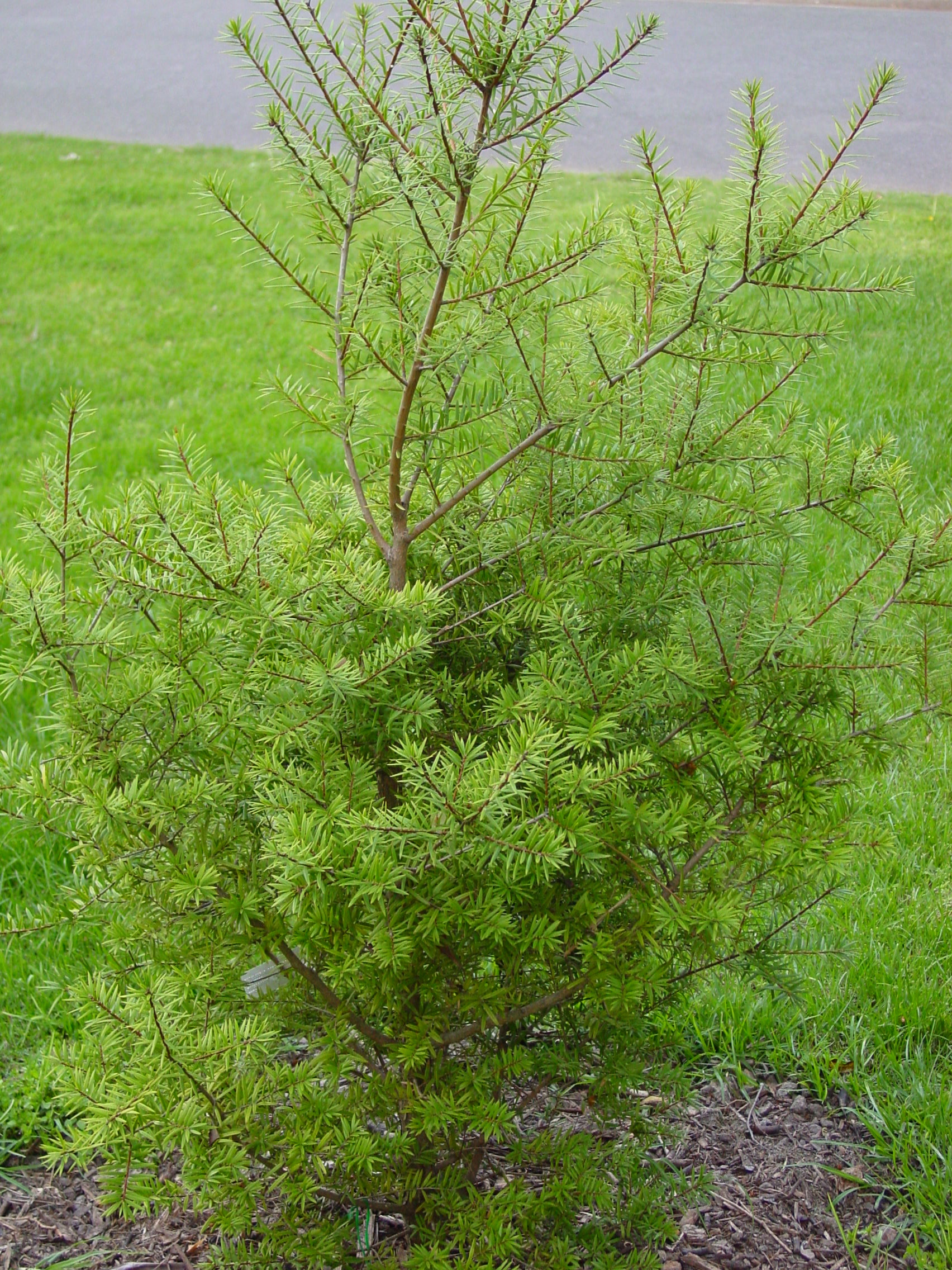